# Anna Udycz
 (janvier 2018).
Anna Udycz (née le 7 décembre 1963) est une lutteuse polonaise.

## Palmarès

### Championnats d'Europe
- Médaille d'argent en catégorie des moins de 61 kg en 1996
- Médaille d'or en catégorie des moins de 68 kg en 1997